# Orkanen Katrina
Orkanen Katrina var en kraftig tropisk cyklon som i slutet av augusti 2005 drabbade södra USA. Framför allt delstaterna Louisiana, Mississippi och Alabama men även Florida berördes. Katrina anses vara en av de kraftigaste tropiska cykloner som registrerats på västra halvklotet. Dagen efter att orkanen nådde den amerikanska kusten från Mexikanska golfen hade myndigheterna fortfarande dålig överblick över förödelsen, men det var redan då uppenbart att ovädret var en av de mest destruktiva orkaner som drabbat USA, till och med den allra värsta vad gäller materiella skador. Över 1 800 människor omkom. De materiella skadorna bedöms i efterhand ha uppgått till 81 miljarder dollar, ungefär 800 miljarder kronor med 2005 års växelkurs, mest av alla orkaner i världshistorien.

## Stormhistoria

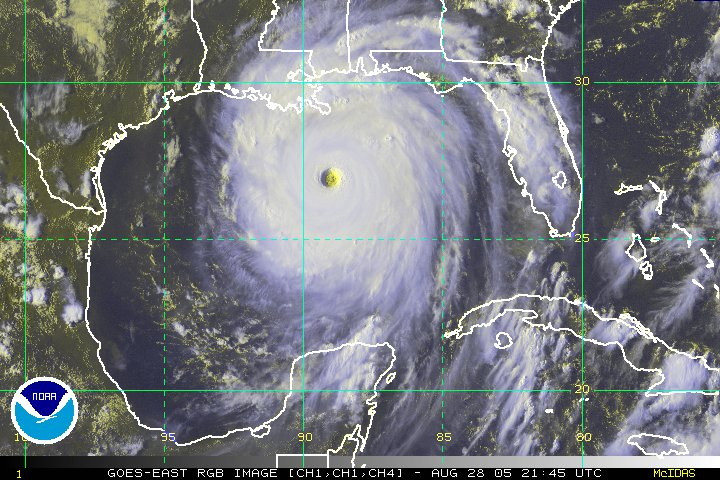
Orkanen Katrina över Mexikanska golfen.

Katrina bildades omkring den 23 augusti ute på Atlanten och blev säsongens elfte orkan i Atlanten som nått minst stormstyrka. Ovädret intensifierades långsamt och nådde södra Floridas kust den 25 augusti som en kategori 1-orkan enligt Saffir-Simpson-skalan med vindstyrkor strax ovanför gränsen för orkan, det vill säga 33 meter i sekunden (119 km/tim). Den kraftiga vinden i kombination med stora regnmängder orsakade skador för hundratals miljoner dollar. Sju människor omkom vid detta skede (ytterligare fyra indirekt), men det skulle bli mycket värre dagarna som kom.
Katrina nedgraderades till tropisk storm över Florida men nådde snabbt orkanstyrka när lågtrycket kom ut över varmt vatten igen. Meteorologerna hade trott att ovädret snabbt skulle svänga av åt nordväst för att några dygn senare nå nordvästra Florida som en kategori 2- eller 3-orkan. Cyklonen överraskade dock med att röra sig västerut innan den svängde av mot nordväst och satte kurs mot den centrala Golfkusten. Över det mycket varma havsvattnet (drygt 30 grader) skedde samtidigt en mycket snabb intensifiering av lågtrycket, samtidigt som ovädret svällde i storlek. På två dygn (26–28 augusti) gick Katrina från en kategori 1-orkan till en kategori 5-orkan. Det innebär att medelvindhastigheten överstiger cirka 70 meter i sekunden, 250 km/tim, drygt dubbla gränsen för en orkan (120 km/tim). 
På eftermiddagen (lokal tid) den 28 augusti hade lufttrycket sjunkit till endast 902 millibar. Bara tre tropiska cykloner som registrerats på västra halvklotet hade fram till dess haft lägre lufttryck. (Orkanen Rita överträffade dock Katrina i styrka drygt tre veckor senare, och ytterligare en månad senare följde orkanen Wilma som var ännu kraftigare). Vindhastigheten hade nu stigit till 78 meter i sekunden, (281 km/tim) med vindbyar på cirka 95 meter i sekunden (drygt 340 km/tim). Vindhastigheten var därmed nästan lika hög som i orkanen Camille som 1969 orsakade enorm förödelse i delstaten Mississippi, men med skillnaden att Katrina var mycket större än Camille. Som jämförelse nådde vinterstormen i Sydsverige i januari som mest 35–40 meter i sekunden i vindbyarna.
Myndigheterna fruktade nu att USA stod inför den i särklass värsta naturkatastrof som drabbat landet. Orkanens centrum, "ögat", var på väg rakt mot miljonstaden New Orleans. Staden är extra känslig för orkaner då stora delar ligger under havsnivån. Meteorologerna beräknade att ovädret med kategori 5 skulle orsaka en stormflod på upp till nio meter. En sådan drastisk höjning av havsytan som uppstår på grund av orkanernas låga lufttryck och höga vindhastigheter kallas på engelska för storm surge. Stadens skyddsvallar stod inte emot vattenmassorna som översvämmade stora delar av New Orleans. Därtill kom orkanens storlek som gjorde att områden så långt bort som nordvästra Florida skulle få allvarliga känningar av ovädret. 
Katrinas öga nådde fastlandet cirka 13.00 lokal tid den 29 augusti. Orkanen hade försvagats lite och klassades nu som en kategori 4-orkan. Medelvindhastigheten var 65 meter i sekunden (232 km/tim), med kraftigare vindbyar. Mer än tillräckligt för att orsaka en stormflod som bröt skyddsvallarna i New Orleans. Dock hade orkanen innan den gick i land ändrat banan en aning åt öster, vilket medförde att New Orleans hamnade utanför det kraftigaste vindbältet. Trots det uppstod stora översvämningar i staden och även stora skador orsakade av vinden. 
I stället blev det kustområdena utmed delstaterna Mississippi och Alabama som fick ta emot orkanens farligaste vindar, och den högsta stormfloden (ända upp till tio meter). Resultatet blev en förödelse som var svår att överblicka. Miljontals människor blev utan elektricitet, och tiotusentals hem beräknades vara översvämmade eller jämnade med marken i Mississippi och Alabama. Många fler byggnader blev mer eller mindre skadade. Utöver vindarna och det stigande havet fick de värst drabbade områdena också ta emot cirka 400 millimeter regn – som jämförelse får Stockholm cirka 550 millimeter på ett helt år.
Orkanen mattades av när den gick in över land och klassades då som tropisk storm, men faran var inte över. Katrinas vindar fortsatte att mattas, men under sin väg upp genom östra och nordöstra delarna av landet fortsatte ovädret att producera enorma regnmängder med översvämningar som följd.

## Orkanens följder
New Orleans, som från början sades ha klarat sig mycket bättre än befarat, dränktes till cirka 80 procent av arealen i upp till sex meter djupt vatten. I övrigt blev förödelsen utmed Golfkusten ännu värre än vad myndigheterna först trodde. Städer som Biloxi, Gulfport med flera blev till stora delar jämnade med marken av stormfloden och orkanvindarna. Totalt beräknades cirka en miljon människor ha blivit hemlösa. Även längre in i landet var skadorna mycket stora med enorma mängder fälld skog, översvämningar och hela städer strömlösa.
Bara i staden Biloxi, Mississippi tros cirka 100 människor ha omkommit, och totalt omkom över 1.800 människor. Skadorna beräknas uppgå till bortåt 100 miljarder dollar, och en betydande del av dem var för att New Orleans översvämmades. Över 20 oljeplattformar slet sig. Flera oljeraffinaderier tvingades att stå still. Osäkerheten om hur detta skulle påverka oljetillgången ledde inledningsvis till ett kraftigt höjt oljepris. För att ersätta bortfallet beslöt USA att börja använda sina oljereserver, vilket tillfälligt stabiliserade marknaden, man visste inte än hur stor förödelsen var.  
Ovädret har visat vad en värsta sortens orkan är kapabel till vad gäller förödelse och att även ett tekniskt avancerat i-land är maktlöst inför sådana naturkrafter.

### Översvämningen av New Orleans

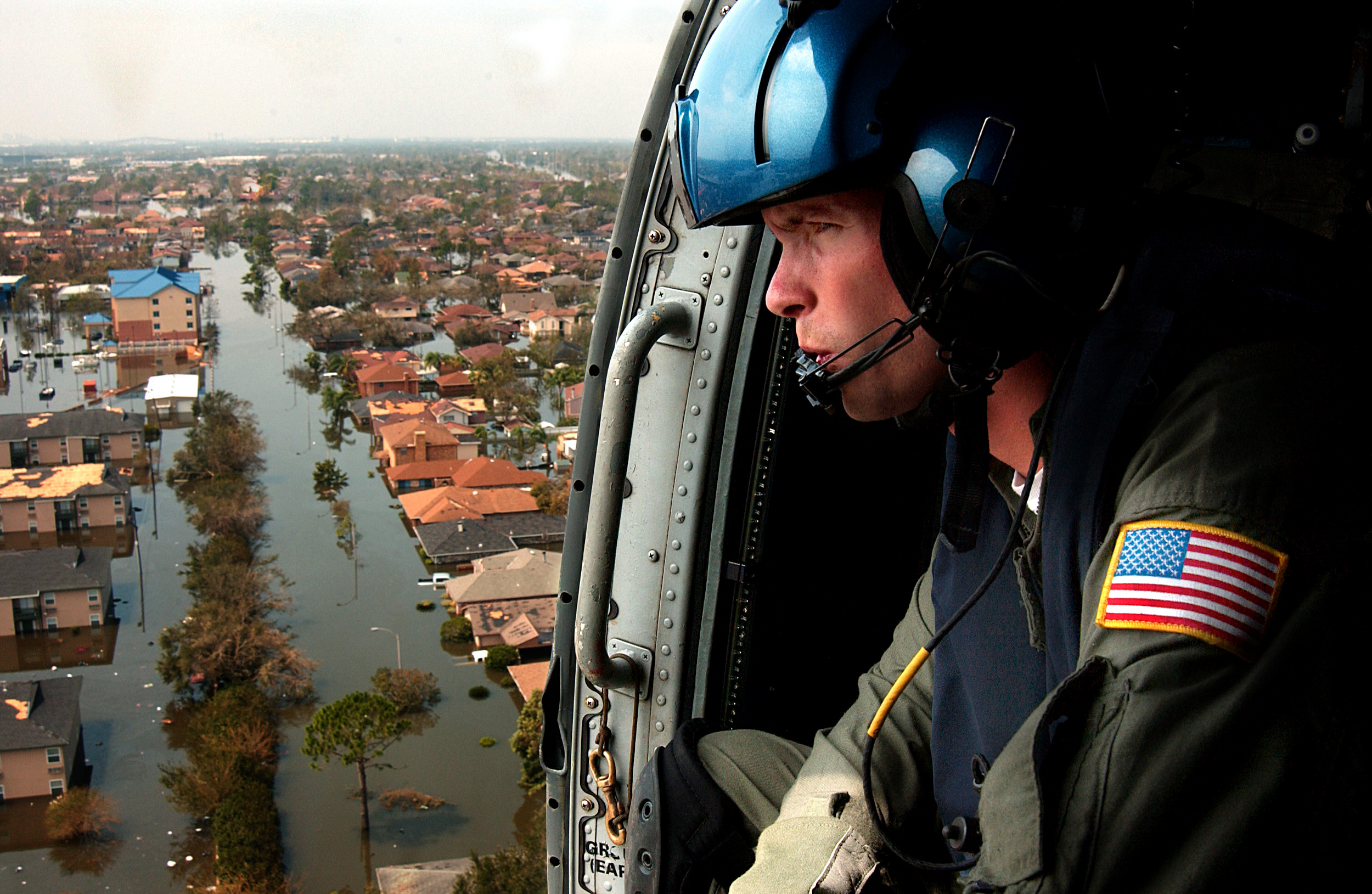
Helikopter som flyger över katastrofområdet.

New Orleans är känsligt för översvämningar eftersom stora delar av staden ligger under havsnivån. Den stora Mississippifloden rinner genom staden och havet kan trycka på via Lake Pontchartrain. Staden måste ständigt pumpa ut vatten för att hålla vattnet borta från källare och gator. Det finns många åtgärder för att undvika en översvämning. Mississippis flodbanker bildar naturliga fördämningsvallar, levéer, som har förstärkts och byggts upp på höjden. För att skydda New Orleans mot stormfloder finns höga skyddsmurar mot Lake Pontchartrain och i de östligare ytterområdena finns även skyddsvallar mot Mexikanska golfen.
Måndagen den 29 augusti när orkanen nådde land föll stora regnmängder över New Orleans men inte mer än att det gick att hålla vattennivån nere genom pumpning. Orkanen medförde ett katastroftillstånd med oreda, osäker kraftförsörjning och mycket skador på grund av vinden, vilket försvårade allt arbete. Orkanen drev även fram en kraftig stormflod. Lake Pontchartrain steg flera meter över normalt vattenstånd under måndagen. Skyddsvallen på östra sidan av Industrial Canal gav vika. Industrial Canal leder via slussar från Mississippifloden till Lake Pontchartrain, skyddsmurarna runt kanalen är cirka 4,5 meter över havsytan.

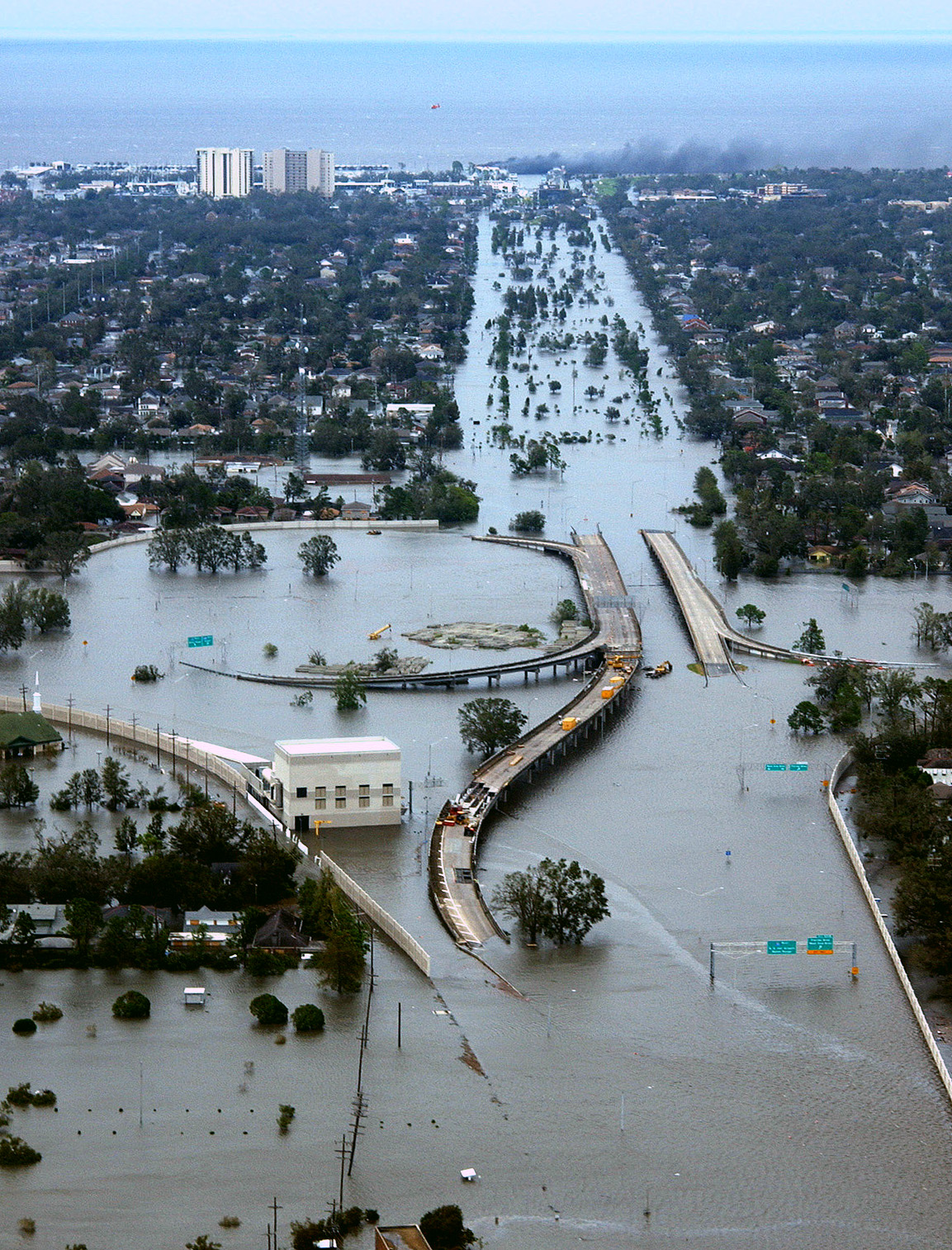
Ett översvämmat New Orleans.

Tisdagen den 30 augusti var Lake Pontchartrain fortfarande två meter över havsnivån och skyddsvallarna började ge vika på några ställen. Skyddsvallarna har antagligen spolats över av ovanligt höga vågor på utsatta ställen. Vattnet på fel sida om vallen försvagade dem så att de gav vika för det stora trycket från vattenmassorna utanför. När vallen väl hade gett vika på ett ställe kunde tiotals meter av omgivande vallar dras med så att ett stort gap öppnades.
På tisdag eftermiddag gav skyddsvallen vid 17th Street Canal vika. 17th Street Canal går in i staden från Lake Pontchartrain i norr, skyddsmurarna runt kanalen är cirka tre meter över havsytan. På eftermiddagen brast flera fördämningar, bland annat vid London Avenue Canal och vattnet steg snabbt i de norra delarna av centrala New Orleans och i östra New Orleans. Det inrusande vattnet gav framför allt en snabbt stigande översvämning i New Orleans lägst liggande område Ninth Ward. Till kvällen var översvämningen ett faktum.
Onsdagen den 31 augusti hade vattennivån stabiliserat sig då den inne i New Orleans kommit upp i höjd med vattennivån i Lake Pontchartrain. Översvämningen nådde fram till stadskärnan på den högre liggande flodbanken, men större delen av stadskärnan med historiska French quarters i östliga delen och det moderna Central Business District i västliga delen har klarat sig torrskott. Hela staden norr om stadskärnan ligger i en sänka som är omgiven av ett sammanhängande system av fördämningsvallar, så när fördämningarna gav vika ledde det till att hela denna del av staden förvandlades till en sjö från 17th Street Canal i väster till Industrial Canal i öster. Även andra delar av staden och dess omgivningar översvämmades.
Söndagen den 4 september tätades tillfälligt öppningen i fördämningarna till 17th Street Canal av US Army Corps of Engineers så att inte vatten kunde strömma in från Lake Pontchartrain om den skulle stiga igen. Denna öppning var den allvarligaste; cirka 30 meter av fördämningarna hade gett vika.

## Hjälpinsatser med mera

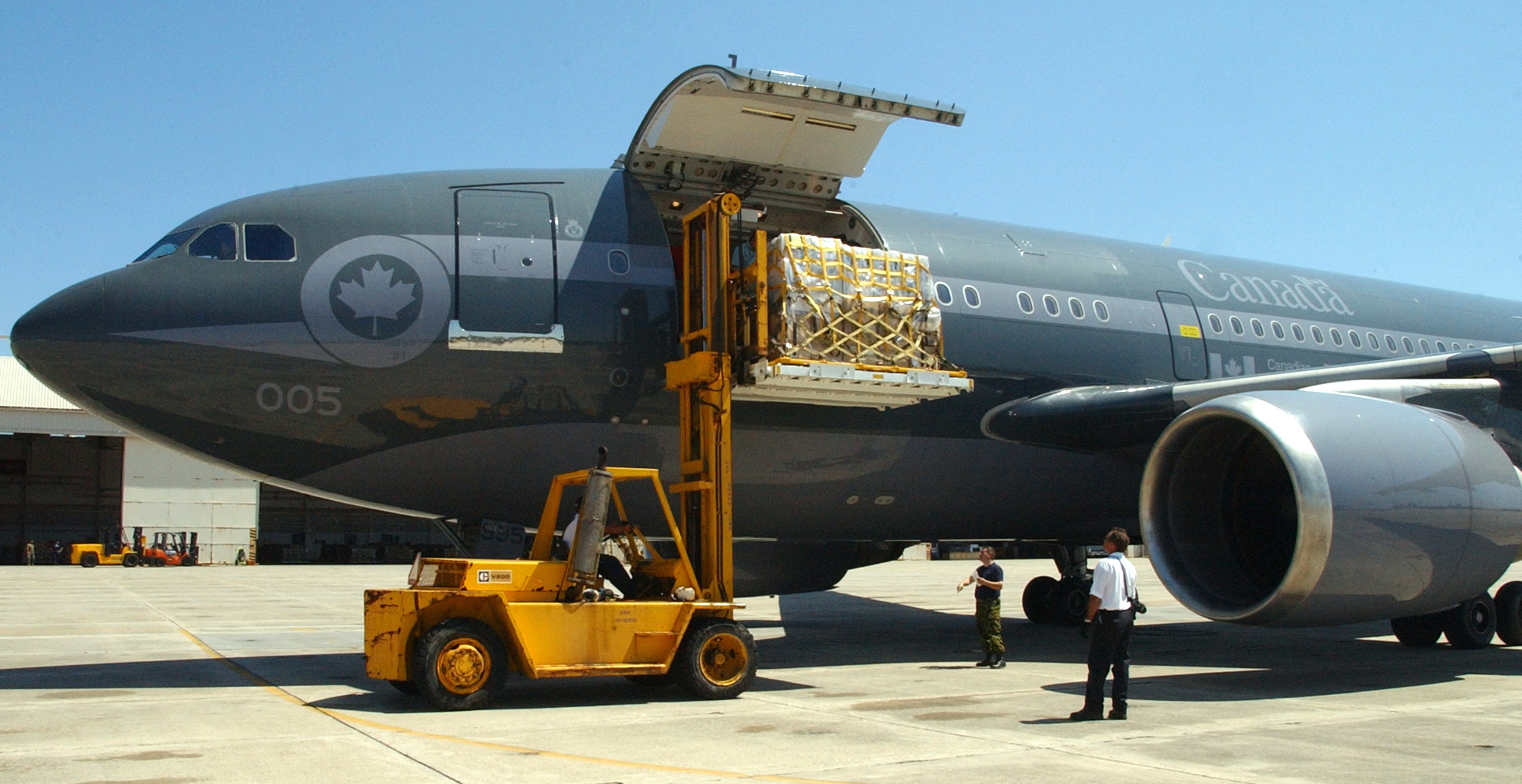
Kanada var en av många som hjälpte USA efter orkanen. På bilden syns ett kanadensiskt flygplan som lastas ur i Florida av den amerikanska armén.

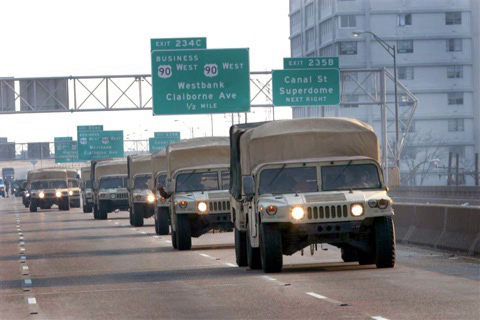
Konvoj med Humvee-fordon från Louisiana Army National Guard anländer till New Orleans med förnödenheter och personal den 5 september.

"Katrina" orsakade en naturkatastrof av sådan magnitud att myndigheterna den första veckan inte ens kunde ge provisoriska siffror på hur många som hade omkommit. Borgmästaren i New Orleans talade om tusentals döda bara där. Staden var i princip isolerad från omvärlden och åtskilliga tusentals människor var strandsatta på hustak. I Superdomearenan, där 20.000 människor hade sökt skydd, var förhållandena vidriga med elen utslagen, toaletter ur funktion med mera. Runt New Orleans var mängder med samhällen översvämmade. Vattnet slutade stiga efter några dagar, men stora delar av staden kom att vara obeboelig för åtskilliga månader därefter, och en stor del av stadens invånare hade inte någon bostad att återvända till. I maj 2006 fanns det cirka 200.000 invånare i staden, vilket var mindre än hälften av befolkningen före orkanen.
Längre utmed Golfkusten talades det om hundratals döda. Förödelsen var så omfattande att Mississippis guvernör och hjälparbetare jämförde de materiella skadorna med  tsunamikatastrofen i Asien i slutet av december 2004. Förutom att hjälpbehovet var så stort, försvårades hjälparbetet av att elströmmen var utslagen och att vägar och annan infrastruktur var svårt skadade. Även i Alabama var skadorna stora, även om det inte var lika illa som i Louisiana och Mississippi. Totalt var fem miljoner människor utan ström och åtminstone en miljon tros ha blivit hemlösa.
Som vid så många andra stora katastrofer kom det kritik mot räddningsinsatserna. "Anklagelserna" enligt amerikansk medier var de vanliga – hjälpen kom för sent, myndigheterna reagerade inte tillräckligt snabbt och så vidare. Varför tog det till exempel drygt två dygn innan militären kallades in för att hjälpa alla nödställda? Klart är i alla fall att många överlevande inte fick hjälp inom någon vecka. Å andra sidan överträffade denna naturkatastrof det mesta som USA drabbats av. Enligt amerikanska medier var viljan att hjälpa de nödställda oerhört stor bland amerikaner runt om i landet
President George W Bush avbröt sin semester och flög den 3 september över katastrofområdet. Han kallade orkanen en av de värsta katastrofer som någonsin drabbat USA och att återuppbyggnaden skulle komma att ta åratal. Samtidigt kom kondoleanser från stats- och regeringschefer runt om i världen inklusive påven.
Den 4 september fortsatte kritiken att hagla över Bush och de ansvariga myndigheterna för räddningsinsatserna. Presidenten anses inte ha visat tillräckligt intresse. Myndigheterna på delstatlig och federal nivå anklagades för att ha varit dåligt förberedda, samordnade och övade, trots att man visste flera dygn innan var orkanen skulle slå till. Många människorättsaktivister anklagade också regeringen för rasism. Många av de drabbade var afroamerikaner och hade det varit många fler vita skulle allting minsann ha flutit mycket bättre, ansåg man. Uppenbart är att katastrofen slog allra hårdast mot de fattiga och majoriteten av dessa är afroamerikaner. På lite längre sikt var alla bedömare säkra på att katastrofen skulle komma att få stora inrikespolitiska följder.
Kuba och Venezuela var de första länderna som erbjöd USA hjälp, i form av en miljon amerikanska dollar, 1100 läkare, 24,6 ton mediciner, två mobila sjukhus, 10 vattenreningsverk, 18 generatorer, 20 ton flaskvatten, 50 ton konserverad mat och 66.000 tunnor eldningsolja. USA tackade nej till den hjälpen.

## Skadornas omfattning
Vad gäller skadeverkningar började man få någorlunda överblick över hur stora materiella världen som gått till spillo efter en tid. Katrina orsakade uppskattningsvis skador för minst 200 miljarder dollar (drygt 1500 miljarder kronor), långt mer än vad som beräknades från början. Ovädret är därmed den i särklass värsta katastrofen i USA:s historia vad gäller materiell förödelse och materiellt även en av de värsta någonsin i världen. 
Den 19 maj 2006 var det bekräftade antalet döda 1.836 personer och fortfarande saknas 705 personer. Den värsta naturkatastrofen fram tills nu i USA:s historia vad gäller omkomna människor är "the Galveston hurricane" som dödade minst 8.000 år 1900.

## Några av de dödligaste cyklonerna/orkanerna i Atlanten före Katrina
- Stora orkanen 1780 (1780)
- Galveston hurricane (1900)
- Orkanen Mitch (1998)
- Orkanen Fifi (1974)
- Orkanen Hazel (1954)
- Orkanen Flora (1963)
- Orkanen David (1979)
- Lake Okeechobee hurricane (1928)

- Den dödligaste tropiska cyklonen i hela världen som det finns någorlunda säkra uppgifter om var Cyklonen Bhola som 1970 drabbade Östpakistan, numera Bangladesh. Troligtvis omkom minst 300 000 människor.[2]

## De kraftigaste tropiska cyklonerna i Atlanten/Karibiska havet
Orkanen Katrina var när den var som intensivast (eftermiddagen den 28 augusti) en av de kraftigaste tropiska cykloner som registrerats på västra halvklotet. Här är en lista på de mest intensiva ovädren som observerats i Atlanten, Karibiska havet och Mexikanska golfen, mätt efter lägsta lufttrycket i ögat (millibar/hektopascal). Listan gäller till och med början av september 2005, se anmärkning nedan
- 1 Orkanen Gilbert, 888 (1988)
- 2 Labour day hurricane, 892 (1935)
- 3 Orkanen Allen, 899 (1980)
- 4 Orkanen Katrina, 902
- 5 Orkanen Camille, 905 (1969)
- 5 Orkanen Mitch, 905 (1998)
- 7 Orkanen Ivan, 910 (2004)

- Mätt efter högsta medelvindhastighet var Allen och Camille de kraftigaste med högsta medelvind på 85 meter i sekunden, följda av Gilbert, 83 meter i sekunden. Den kraftigaste tropiska cyklon som någonsin registrerats i hela världen var tyfonen Tip som 1979 drog fram över Stilla havet. Tip hade ett lägsta lufttryck på endast 870 millibar/hektopascal.

- Anmärkning: Orkanen Rita som på förmiddagen den 24 september 2005 nådde fram till delstaten Texas kust var när den var som intensivast ännu kraftigare än Katrina. Med ett lägsta lufttryck på 895 millibar är "Rita" (mätt efter lufttrycket) den fjärde (tredje när den observerades) kraftigaste tropiska cyklonen som någonsin registrerats i Atlanten/Karibiska havet. "Rita" följdes bara fyra veckor senare av orkanen Wilma, som med ett lägsta uppmätta lufttryck på 882 millibar är den kraftigaste tropiska cyklonen som någonsin registrerats på västra halvklotet

Dessa två stormar gör därmed att "Katrina" halkat ner på sjätte plats bland de kraftigaste registrerade orkanerna i Atlanten/Karibiska havet. Det har aldrig tidigare inträffat att tre så extremt kraftiga tropiska cykloner/orkaner bildats under så kort tid på västra halvklotet.